# Mikołaj Jan Manugiewicz
Mikołaj Jan Manugiewicz (ur. 21 kwietnia 1754 w Rychcicach, zm. 25 czerwca 1834 w Warszawie) – duchowny rzymskokatolicki, biskup pomocniczy warszawski w latach 1822–1825, biskup diecezjalny sejneński w latach 1826–1834.

## Życiorys
Święcenia prezbiteratu przyjął 6 marca 1785 w Rzymie. Pracował jako proboszcz w Kaskach. W 1809 został członkiem kapituły katedralnej w Warszawie, w 1815 kapituły katedralnej w Gnieźnie, a w 1816 kapituły kolegiackiej w Łowiczu. W 1812 jako kanonik katedralny warszawski przystąpił do Konfederacji Generalnej Królestwa Polskiego.
27 września 1822 został mianowany biskupem pomocniczym archidiecezji warszawskiej ze stolicą tytularną Thaumacus. Święcenia biskupie otrzymał 10 listopada 1822 w kościele Świętego Krzyża w Warszawie. Konsekrował go Szczepan Hołowczyc, arcybiskup metropolita warszawski, w asyście Jana Pawła Woronicza, biskupa diecezjalnego krakowskiego, i Józefa Szczepana Koźmiana, biskupa pomocniczego lubelskiego.
19 grudnia 1825 został przeniesiony na urząd biskupa diecezjalnego diecezji sejneńskiej. Ingres odbył 9 lipca 1826. Rezydował w Warszawie. W 1826 założył w Sejnach seminarium duchowne.
16 maja 1827 został mianowany senatorem Królestwa Kongresowego. W 1828 był członkiem sądu sejmowego mającego osądzić osoby oskarżone o zdradę stanu. Jako senator 25 stycznia 1831 podpisał akt detronizacji Mikołaja I Romanowa.
Konsekrował biskupa pomocniczego sejneńskiego Stanisława Kostkę Choromańskiego (1829). Był współkonsekratorem podczas sakry biskupa diecezjalnego podlaskiego Jana Marcelego Gutkowskiego (1826) i biskupa diecezjalnego krakowskiego Karola Skórkowskiego (1830).
W 1830 został odznaczony Orderem Świętego Stanisława I klasy.